# El Fonoll
El Fonoll és un agregat del municipi de Passanant i Belltall (la Conca de Barberà) a la dreta de la riera de Forès. Deshabitat durant més de seixanta anys, des del 1998 hi ha un centre naturista que ha revitalitzat el poble, reformant-ne cases i construint-ne de noves. La creació d'aquest poble naturista ha generat controvèrsia amb part del veïnat de Passanant i Belltall.
L'església de Sant Blai del Fonoll pertany al monestir de Santes Creus.

## Història

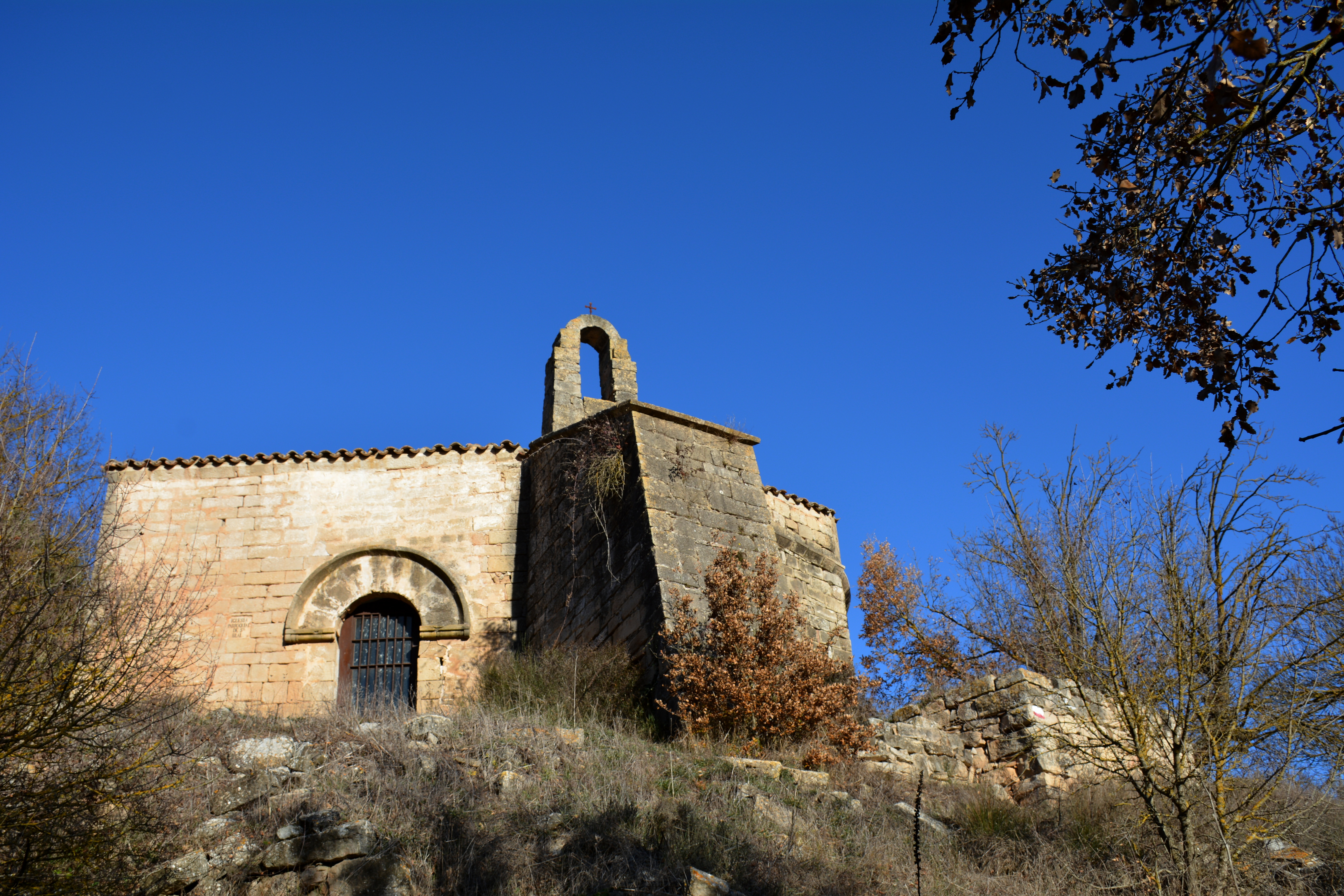
Església de Sant Blai del Fonoll

El Fonoll és esmentat en escriptures datades el 1305. Originàriament el poble disposava d'un castell, del qual no queda cap vestigi, i una església petita dedicada a Sant Blai en procés de dessacralització, construïda entre els segles x i xii, que conté algunes característiques arquitectòniques úniques i roman en bon estat de conservació.
El poble es va despoblar i els seus edificis es van convertir en ruïnes. El poble sencer, incloent més de 150 hectàrees de terra circumdant, van ser comprats per un empresari de Barcelona, Emili Vives, el 1995, amb la intenció de restaurar-lo i convertir-lo en un centre naturista. Durant la reconstrucció, Vives va trobar-se amb obstruccions i inconvenients dels polítics locals, però va persistir amb el projecte i va reeixir en refer gairebé tots els edificis, utilitzant els blocs de pedra calcària originals.

## El poble avui

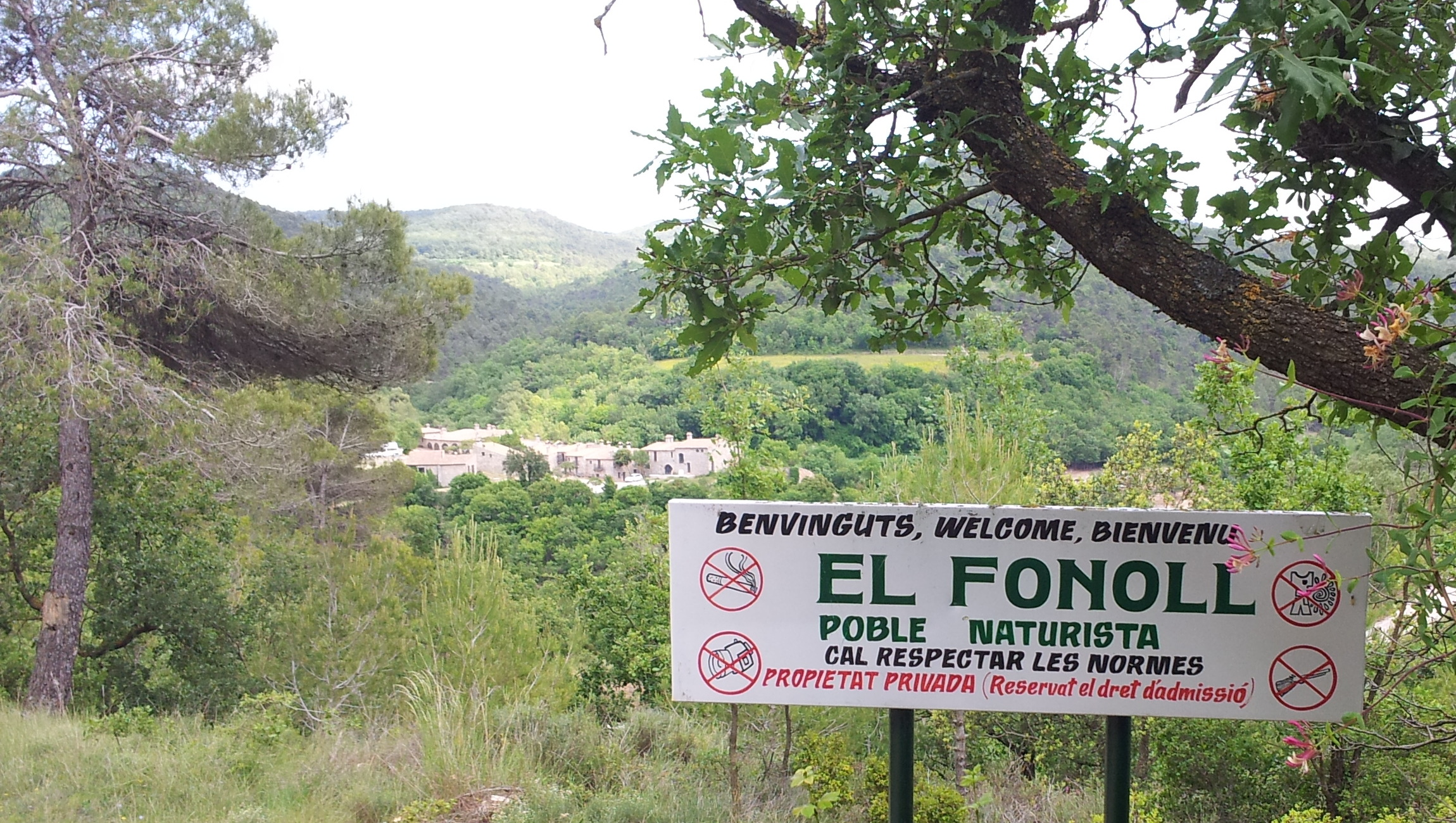
Vista d'El Fonoll

El Fonoll està situat en una aïllada vall boscosa que travessa un riu, en un espai de gairebé 200 hectàrees inclòs en la Xarxa Natura 2000. Està connectat per carretera als pobles de Passanant i a Vallfogona de Riucorb, a uns 5 km. El poble no té restriccions d'accés per a les persones, però hi ha senyals en els límits de les terres per avisar els visitants que s'han de treure la roba si l'oratge ho permet i no fumar o utilitzar càmeres. Molts dels recursos alimentaris del poble s'obtenen de les seves parcel·les orgàniques, i genera la seva pròpia electricitat amb aerogeneradors i panells solars.
El poble proporciona allotjament per a aproximadament 200 persones, tant per a residents de llarg termini com per a visitants de vacances. Les opcions per a sojornar-hi inclouen un càmping i àrea de caravanes, apartaments en els edificis restaurats i un alberg. El Club Català de Naturisme té l'ús d'un edifici al poble per a les seves activitats i allotjament.
Les instal·lacions disponibles als residents i els hostes inclouen una botiga, una cafeteria vegetariana, una biblioteca, una bassa per al bany, camps d'esports i berenadors. Els diumenges es preparen paelles vegetarianes comunitàries. Les instal·lacions funcionen tot l'any i s'organitzen activitats estacionals tradicionals com calçotades, revetlla del solstici d'estiu i castanyades. Des de l'any 2003, cada tercer diumenge de juny s'hi organitza l'única cursa de camp a través naturista del Països Catalans.
Els hiverns són frescos a causa de la seva ubicació interior i una altitud de 650 metres, així que atreu nombres més petits de visitants, principalment vestits, al contrari del que passa a l'estiu.